# Colt King Cobra
Colt King Cobra — шестизарядный револьвер с ударно-спусковым механизмом двойного действия. Впервые представлен в 1986 году. Разработан и производился в  Colt’s Manufacturing Company. Предназначался для использования в правоохранительных органах и для продажи любителям огнестрельного оружия. Доступен из вороненой и нержавеющей стали.

## История производства
За основу дизайна King Cobra взят Colt Trooper MK V. В отличие от предшественника, у револьвера увеличен вес ствола за счет использования массивного пенала экстрактора во всю длину ствола и использования сплошной прицельной планки. King Cobra начал выпускаться в 1986 году, производство было прекращено в 1992 году. В 1994 году компания Colt  возобновила производство револьвера. Окончательно производство было прекращено в 1998 году в связи с тяжелым экономическим положением компании.

## Описание
King Cobra собран на средней  V-раме. В 1986-1992 производился из высокоуглеродистой стали с финишной отделкой воронением в стиле «Royal Blue». В 1987-1992 и 1994-1998 годах предлагался из матовой нержавеющей стали а с 1988-1992 годах была также доступна модель из полированной нержавеющей стали. Накладки на рукоятке King Cobra изготовлены их неопрена, либо на заказ из ценных пород дерева. Прицел состоит из фиксированной металлической мушки с красной вставкой и полностью регулируемого целика, белого цвета. Отличительной особенностью King Cobra от других моделей является скос на пенале экстрактора возле дульного среза.